# Plecoptera recta
Plecoptera recta là một loài bướm đêm thuộc họ Erebidae. Nó được tìm thấy ở Seram, Sulawesi, miền nam Ấn Độ, Thái Lan, bán đảo Mã Lai và Borneo.
Ấu trùng ăn các loài Dalbergia.